# 雅尔塞镇
雅尔塞镇是中国黑龙江省齐齐哈尔市梅里斯达斡尔族区下辖的一个镇，原名龙江县。